# Секей, Имре
Имре Секей (1823—1887) — венгерский пианист, композитор, музыкальный педагог

## Биография
В начале 1840-х годов работал учителем музыки в семье аристократов Телеки в Дьёмрё. В 1845 году дебютировал, как композитор на концерте в Национальном театре в Будапеште. В 1846 году он отправился с гастролями в Трансильванию, затем отправился за границу. Концертировал неоднократно с большим успехом в Лондоне (где несколько раз жил продолжительное время), Париже, Гамбурге и пр. В 1852 году поселился окончательно в Пеште, где пользовался большой популярностью в качестве музыкального учителя.
С 1879 года до своей смерти он был пианистом Национального театра.
Издал много симфоний, камерной музыки, фортепианных сочинений (концерты, фантазии, ансамбли), а также оркестровые произведения и ансамбли для струнных инструментов и др.